# Pierre Mussot
Pierre Mussot alias le Docteur Pierre, né le 9 février 1801 à Paris et mort le 25 janvier 1860 dans la même ville, est un médecin français qui commercialisa, entre autres, du dentifrice.

## Biographie
Fils d'un marchand de bois aisé devenu parfumeur, il a un frère, qui reprend l'affaire de bois paternelle. En 1833, il est diplômé de la faculté de médecine.
En 1837, le  Dr Pierre Mussot fonde à Asnières une entreprise qui distille l'alcool de menthe, des poudres et des pâtes dentifrice. C'est le début de l'industrialisation des produits d'hygiène. Le siège social et le magasin se trouvent à Paris, 8 place de l'Opéra, tandis qu'un dépôt est installé 14 rue Montmartre. Devenue trop petite, l'usine est transférée en 1900 à Nanterre, 18 avenue du Général-Gallieni ; dotée d'une architecture soignée, l'usine pharmaceutique du Docteur Pierre est l'œuvre d'Albert Aubert. L'usine de Nanterre cultive également, sur près de quatre-vingts hectares, la menthe poivrée qui est la base de toute la gamme de produits pharmaceutiques du  Dr Pierre .

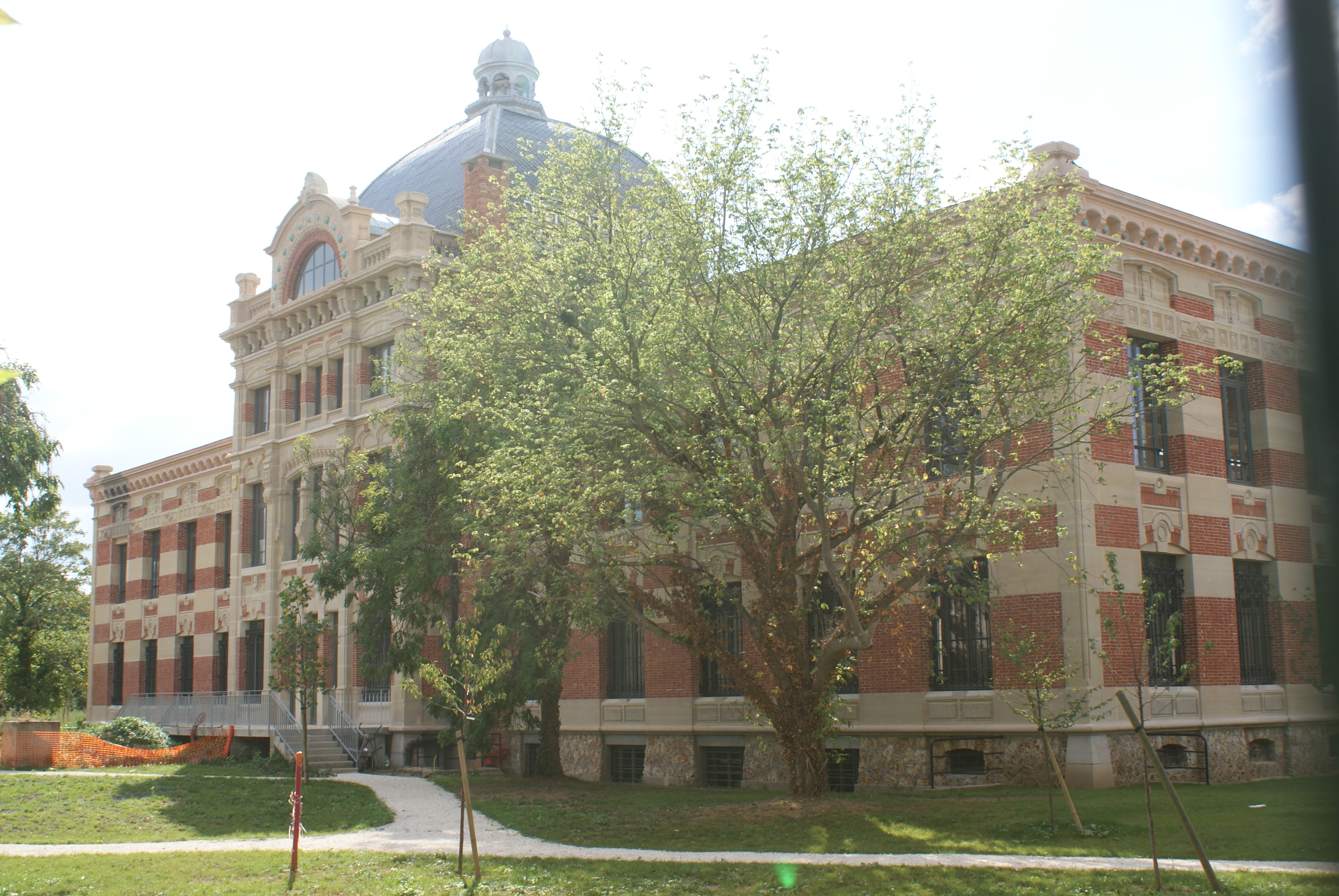
L'usine pharmaceutique à Nanterre.

Il comprend dès la fin du XIXe siècle l'importance de la publicité naissante. Il fait notamment réaliser une affiche devenue célèbre par Louis-Maurice Boutet de Monvel, datée de 1894. Contrairement à la plupart de ses concurrents qui n'ont pas suivi ce cursus, il met en avant sa profession médicale. Dès 1920, comme les publicités murales du savon Cadum, les publicités murales du dentifrice du Docteur Pierre investissent la ville. On les trouve le plus souvent sur des immeubles haussmanniens de plusieurs étages qui surplombent des maisons plus basses. Ainsi, les murs publicitaires de grandes tailles se voient de loin, du fait des grandes surfaces disponibles.
Mort en 1860 à son domicile de la rue de Milan (Paris), il est enterré au cimetière du Père-Lachaise (27e division).

## Postérité
Sans héritier, il lègue tout à son frère Paul Martin, qui meurt l'année suivante. La fille de ce dernier, Adrienne Louise Virginie Mussot, hérite de l'affaire et la dirige seule jusqu'à son mariage en 1864 avec l'avocat Charles Alexandre Hubert Chouet, qui contribuera par la suite à son essor. Connue à l'international, la marque est représentée à l'exposition universelle de 1873 en Autriche puis à l'exposition française de Moscou en 1891.
La gazette médicale de Paris recommanda son eau-dentifrice. Durant la Première Guerre mondiale, le paquetage des Poilus contenait un savon dentifrice de la marque. En 1923, le parfumeur Leo Fink fonde une entreprise associant sa marque Forvil (plus tard Forval) et celle du Docteur Pierre. Le long du bâtiment originel, à la place du terrain où l'on cultivait de la menthe, il confie aux architectes Émile Molinié et Charles Nicod le soin d'édifier un nouvel édifice destiné à accueillir une usine moderne. En 1940, l'aviation allemande bombarde Nanterre et l'usine ne peut plus fonctionner ; du fait de ses origines juives, Leo Fink doit quitter la direction de l'entreprise. En 1966, l'usine Forvil est rachetée par Natalys, qui y installe divers services. Le bâtiment construit dans les années 1930 est détruit en 1992 dans un incendie, l'ancien parvenant à être préservé. Un nouvel édifice est construit en 1994 par les architectes André Chantallat et Gérard Luici. En 2006, le groupe Sergent-Major acquiert le site.
Classée en 1992 à l'inventaire supplémentaire des Monuments historiques, la première usine est réhabilitée. À proximité, une voie porte le nom de rue du Docteur-Pierre.

## Autres publicités du Docteur Pierre

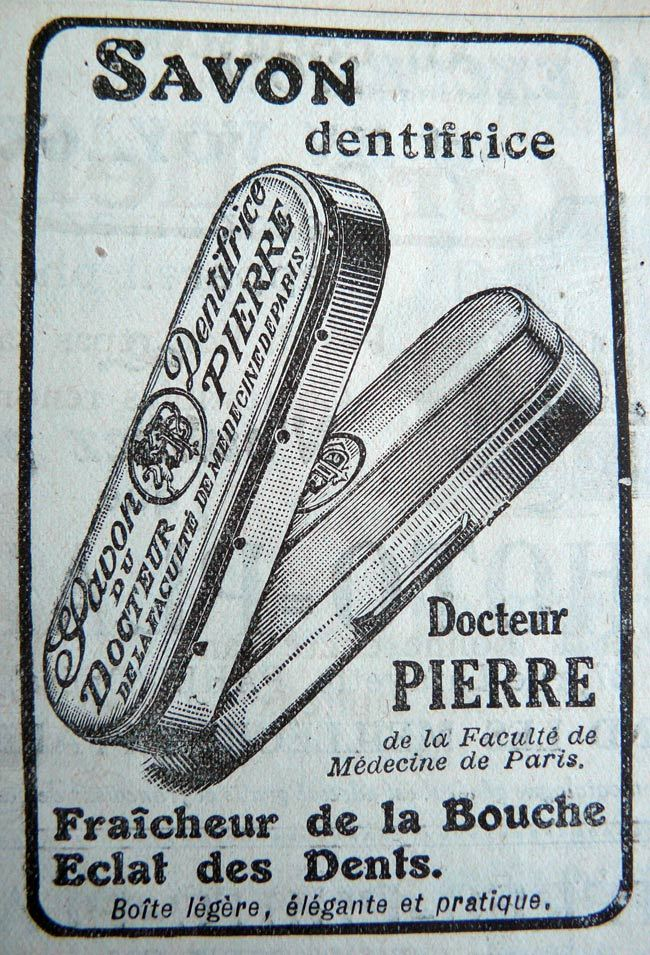
Publicité « Savon du Docteur Pierre ».
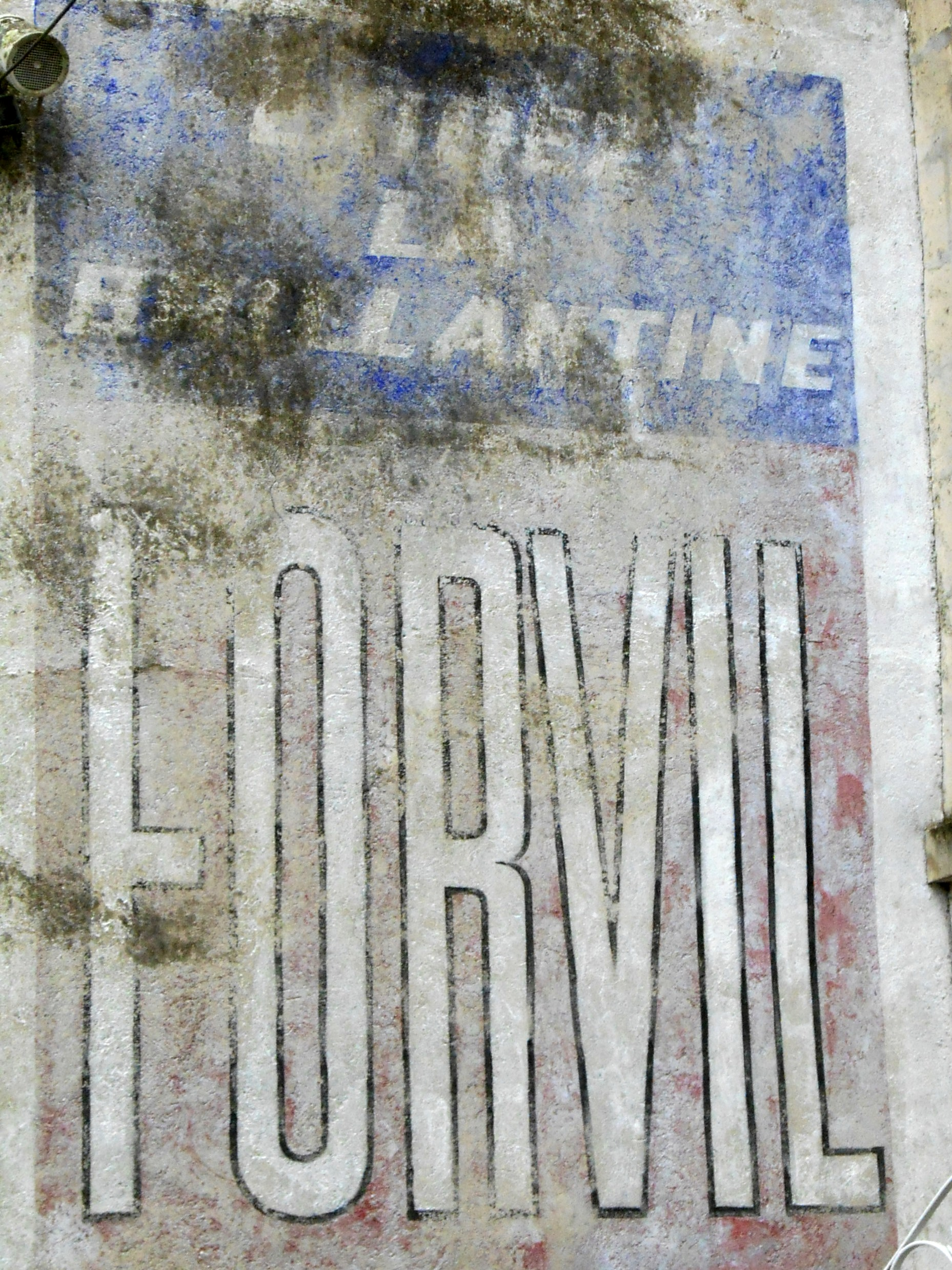
Publicité murale pour la brillantine Forvil.